# Nobina Sverige
Nobina Sverige AB (tidigare Swebus AB) är en del av Nobinakoncernen och Sveriges största bussbolag med sina 2 400 bussar och 7 000 anställda.

## Historia
Företaget bildades 1990 under namnet Swebus av att bland annat SJ Buss och GDG slogs ihop och bildade Sveriges största bussföretag. 1991 införlivades Postens diligenstrafik i företaget. 1993 köptes Interbus och Wasatrafik upp från koncernen Stockholm-Saltsjön / Nord Pool och sammanfogades därefter i Swebus.
Namnet Swebus var ett varumärke som bussföretaget Surahammars Trafik använde sig av vid marknadsföring utomlands. Surahammars Trafik köptes upp av GDG den 17 april 1982 och varumärket var således i företagets ägo redan sju år innan den stora sammanslagningen. Andra företag som köptes upp av Swebus efter 1991 var till exempel Motala Lokaltrafik, Gunnarssons, Kristinehamns Omnibuss, Gävle Trafik, Karlstadsbuss och EB Trafik.
1996 sålde SJ Swebus till skotska Stagecoach. År 2000 såldes Stagecoach Swebus till norska Concordia.
I november 2006 såldes Interbus-delen inklusive varumärket till Strömma Turism & Sjöfart i Stockholm.
Den 1 december 2009 genomförde Swebus och Concordia Bus Nordic AB ett namnbyte till Nobina Sverige. Detta gjordes för att bland annat särskilja lokaltrafiken gentemot Swebus Express expresstrafik.
Nobinas egenuttalade mål var att "vid varje tillfälle erbjuda kunder en resa som är – och upplevs som – säker, trygg, komfortabel, trevlig och effektiv". Nobina utvecklar, säljer och producerar kollektivtrafik på entreprenad åt Sveriges länstrafikbolag och står i dagsläget för cirka 30% av de offentliga busstransporterna i landet.